# Rhypholophus obtusistyla
Rhypholophus obtusistyla là một loài ruồi trong họ Limoniidae. Chúng phân bố ở miền Cổ bắc.